# Spânzurat, târât și sfârtecat

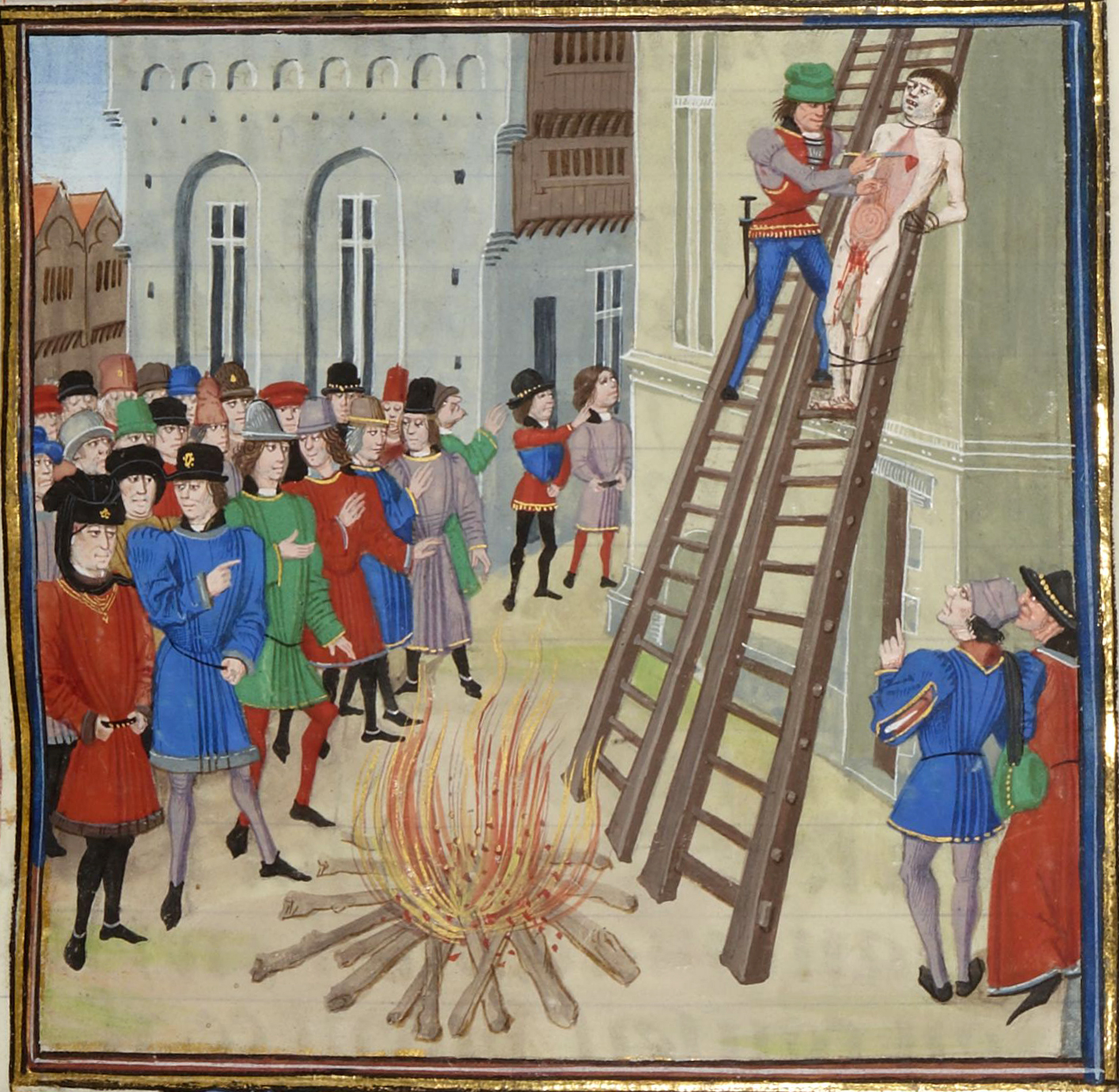
Execuția lui Hugh Despenser cel Tânăr, așa cum este descrisă în

A fi spânzurat, târât și sfârtecat a fost, începând cu 1352, o pedeapsă statutară în Anglia pentru bărbații condamnați pentru înaltă trădare, deși ritualul a fost consemnat pentru prima dată în timpul domniei regelui Henric al III-lea (1216–1272). Un trădător condamnat era fixat pe un cadru sau panou din lemn și tras de cai la locul de execuție, unde apoi era spânzurat (până aproape de moarte), emasculat⁠(d), eviscerat⁠(d), decapitat și tăiat în patru bucăți. Rămășițele trădătorului erau adesea expuse în locuri proeminente din toată țara, cum ar fi Podul Londrei. Din motive de decență publică, femeile condamnate pentru înaltă trădare erau în schimb arse pe rug⁠(d).
Greutatea pedepsei era proporțională cu gravitatea infracțiunii⁠(d). Ca atac asupra autorității monarhului, înalta trădare era considerată un act deplorabil care cerea cea mai extremă pedeapsă. Deși unora din condamnați li s-au modificat sentințele și au suferit un sfârșit mai puțin nedemn, într-o perioadă de câteva sute de ani, mulți bărbați găsiți vinovați de înaltă trădare au fost supuși sancțiunii supreme a legii. Printre aceștia s-au numărat mulți preoți catolici englezi executați în perioada elisabetană și mai mulți dintre regicizii implicați în execuția lui Carol I⁠(d) din 1649.
Deși legea care definește înalta trădare rămâne în cărțile de statut ale Regatului Unit, pe parcursul unei perioade îndelungate a reformei legale din secolul al XIX-lea, sentința a fost schimbată mai întâi în târâre, spânzurare până la moarte și decapitare și tăiere în patru postumă; înainte de a fi desființată în Anglia în 1870. Pedeapsa cu moartea pentru trădare a fost abolită în 1998.